# Episodi di Lancer (seconda stagione)
La seconda stagione della serie televisiva Lancer è andata in onda negli Stati Uniti dal 23 settembre 1969 al 19 maggio 1970 sulla ABC.
| nº | Titolo originale              | Titolo italiano | Prima TV USA      | Prima TV Italia |
| -- | ----------------------------- | --------------- | ----------------- | --------------- |
| 1  | Blind Man's Bluff             |                 | 23 settembre 1969 |                 |
| 2  | Zee                           |                 | 30 settembre 1969 |                 |
| 3  | The Kid                       |                 | 7 ottobre 1969    |                 |
| 4  | The Black Angel               |                 | 21 ottobre 1969   |                 |
| 5  | The Gifts                     |                 | 28 ottobre 1969   |                 |
| 6  | Cut the Wolf Loose            |                 | 4 novembre 1969   |                 |
| 7  | Jelly Hoskins' American Dream |                 | 11 novembre 1969  |                 |
| 8  | Welcome to Genesis            |                 | 18 novembre 1969  |                 |
| 9  | A Person Unknown              |                 | 25 novembre 1969  |                 |
| 10 | Legacy                        |                 | 9 dicembre 1969   |                 |
| 11 | A Scarecrow at Hacket's       |                 | 16 dicembre 1969  |                 |
| 12 | Little Darling of the Sierras |                 | 30 dicembre 1969  |                 |
| 13 | Shadow of a Dead Man          |                 | 6 gennaio 1970    |                 |
| 14 | Blue Skies for Willie Sharpe  |                 | 13 gennaio 1970   |                 |
| 15 | Chad                          |                 | 20 gennaio 1970   |                 |
| 16 | The Lorelei                   |                 | 27 gennaio 1970   |                 |
| 17 | The Lion and the Lamb         |                 | 3 febbraio 1970   |                 |
| 18 | The Experiment                |                 | 17 febbraio 1970  |                 |
| 19 | The Splinter Group            |                 | 3 marzo 1970      |                 |
| 20 | Lamp in the Wilderness        |                 | 10 marzo 1970     |                 |
| 21 | The Buscaderos                |                 | 17 marzo 1970     |                 |
| 22 | To Dream of Falcons           |                 | 7 aprile 1970     |                 |
| 23 | Goodbye, Lizzie               |                 | 28 aprile 1970    |                 |
| 24 | The Rivals                    |                 | 5 maggio 1970     |                 |
| 25 | Lifeline                      |                 | 19 maggio 1970    |                 |

## Blind Man's Bluff
- Diretto da: Leo Penn
- Scritto da: Carey Wilber

### Trama
- Guest star: James Gammon (Clint Meek), Russell Thorson (dottor Sam Poovy), Melissa Murphy (Mattie Cable), Robert Doyle (Harrison Meek), Charles Irving (dottore), Frank Gerstle (Lem Cable), L.Q. Jones (Slate Meek)

## Zee
- Diretto da: Leo Penn
- Scritto da: Andy Lewis

### Trama
- Guest star: Ian Wolfe (giudice), Stefanie Powers (Zee), Dub Taylor (Harker), William Bryant (sceriffo Gabe), Jack Elam (Tom Mangrum), Ellen Corby (Widow Hargis), Richard Evans (Olin), Vaughn Taylor (Trask), Charles Irving (dottore)

## The Kid
- Diretto da: Allen Reisner
- Scritto da: Carey Wilber

### Trama
- Guest star: Don Wilbanks (caposquadra), Richard X. Slattery (Dan Marvin), Vic Perrin (Whitley Scroggs), Lee Farr (Lucky), Dabbs Greer (sceriffo), Bill Mumy (Andy), Bert Freed (Toby Jencks), Mary Frann (Dorrie)

## The Black Angel
- Diretto da: Allen Reisner
- Scritto da: Jack Turley

### Trama
- Guest star: Antoinette Bower (Angeline Ferris), Gavin MacLeod (Bateman), Tim Weldon (ragazzino)

## The Gifts
- Diretto da: Allen Reisner
- Scritto da: Andy White

### Trama
- Guest star: Jim Woodall (Frank), Tom Lowe (Wild Jim), Mary Jo Kennedy (Trina), June Dayton (Mrs. Moran), Will Kuluva (James Mumford), Sharon Acker (Tiffany Mumford), John Gallaudet (Lloyd Bush), Jan Arvan (commesso), Don Wilbanks (Hart), Charlie Briggs (John)

## Cut the Wolf Loose
- Diretto da: Robert Day
- Scritto da: Ken Trevey

### Trama
- Guest star: Arvo Ojala (mandriano), L. Harvey Gold (uomo di medicina), Ned Glass (operaio), Dehl Berti (Bear Paw), Ned Romero (Wichita Jim), Vic Tayback (Durham), Brooke Bundy (Laura Thompson), Joe Don Baker (Santee), Charles Cirillo (uomo della ruota della fortuna), Kevin O'Neal (Pinkie)

## Jelly Hoskins' American Dream
- Diretto da: Christian Nyby
- Scritto da: Andy White

### Trama
- Guest star: Shannon Farnon (Alice Adair), Kirk Nyby (rancher), Harry Hickox (banditore), Mary Jackson (Harpy), Frank Marth (Rafferty), James Griffith (Mooney), David McLean (Hostetler), Olan Soule (uomo del governo), Harry Swoger (Butcher), George Keymas (Jasper)

## Welcome to Genesis
- Diretto da: Robert Day
- Scritto da: Ken Pettus

### Trama
- Guest star: Sundown Spencer (Luther), Larry Watson (vice), Nellie Burt (Mrs. Holt), David Macklin (Josh Abbott), Joanne Linville (Sarah), Ted Eccles (Billy), Richard Carlson (Judah Abbott), Pernell Roberts (Theodore Banning), Freda Jones (donna), Bill Zuckert (Troup)

## A Person Unknown
- Diretto da: William Hale
- Scritto da: Andy White

### Trama
- Guest star: Agnes Moorehead (Mrs. Normile), Bruce Dern (Tom Nevill), Ramon Bieri (Nevill), Quentin Dean (Lucrece)

## Legacy
- Diretto da: Christian Nyby
- Scritto da: Jack Turley

### Trama
- Guest star: Jason Wingreen (commesso), Eddie Frank (Scotty), Teno Pollick (Carl Degan), Kathleen Freeman ( levatrice), George Macready (Harlan Garrett), Katherine Justice (Julie), Jack Turley (Lafe Degan), Dal Jenkins (Billy Degan)

## A Scarecrow at Hacket's
- Diretto da: Marvin Chomsky
- Scritto da: Sam Roeca

### Trama
- Guest star: Pat Hingle (Absolem Weir), Sean Kelly (Silas), James Griffith (Jeremy Hacket), Ian Wolfe (giudice Bates)

## Little Darling of the Sierras
- Diretto da: Allen Reisner
- Scritto da: Ken Trevey

### Trama
- Guest star: Bayn Johnson (Penny Rose), Don Francks (Noah Fletcher), Cloris Leachman (Hester)

## Shadow of a Dead Man
- Diretto da: Robert Butler
- Scritto da: Jack Turley

### Trama
- Guest star: Lynn Loring (Jessamie), Joe Don Baker (Harner), Michael-James Wixted (Grady), Harry Swoger (stalliere)

## Blue Skies for Willie Sharpe
- Diretto da: Allen Reisner
- Scritto da: Andy White

### Trama
- Guest star: Sam Elliott (Ryder), William Wintersole (uomo d'affari), Clint Howard (Willie Sharpe), Alfred Ryder (colonnello Andrews), Keenan Wynn (Kansas Bill Sharpe)

## Chad
- Diretto da: Alan A. Armer
- Scritto da: Carey Wilber

### Trama
- Guest star: Boyd 'Red' Morgan (uomo), Zina Bethune (Callie), Bob Gravage (Stable Owner), Ray Kellogg (barista), John Beck (Chad Lancer), Mills Watson (Buck)

## The Lorelei
- Diretto da: Christian Nyby
- Scritto da: Sam Roeca

### Trama
- Guest star: Roy Benson (Otto Spangler), Nina Shipman (Millie Barton), Winnie Collins (Gus Guthrie), Leonard Stone (Bertram Ames), Arthur Malet (domestico), Debi Storm (Mary Anne), Anthony Eisley (Jess Barton)

## The Lion and the Lamb
- Diretto da: Allen Reisner
- Scritto da: Andy White

### Trama
- Guest star: John Harmon (Tailor), Ray Kellogg (barista), Harold Holmes (Spud), Jerry Strickler (Mickey), Donald Moffat (Porter), Andrew Prine (Gabe Lincoln), Donna Mills (Lucy), William Fawcett (vecchio rancher), Ross Hagen (Clint)

## The Experiment
- Diretto da: Virgil Vogel
- Scritto da: Herbert Purdom

### Trama
- Guest star: Martin Huston (Richie), Paul Sorenson (Jordan), Stanley Adams (Dan Oliver), Alice Backes (Mrs. Stafford), John McLiam (Nathan Benedict), Dick Peabody (Ox), Scott Brady (Bowman), Scott Marlowe (Billy Kells), Ronald Henriquez (Briscoe), David Cass (Fisher), Jimmy Nickerson (Dunn), Ed Bakey (Leach), Charles Dierkop (Walters)

## The Splinter Group
- Diretto da: Virgil Vogel
- Scritto da: Sam Roeca

### Trama
- Guest star: Frances Spanier (Mrs. Wilkes), Charles Wagenheim (William), Jason Wingreen (Mr. Wilkes), Eileen Baral (Tillie), William Mims (sceriffo Jayson), Diana Ewing (Sarah), Tim O'Connor (Samuel), Ken Swofford (Rufus)

## Lamp in the Wilderness
- Diretto da: Michael Caffey
- Scritto da: Andy White

### Trama
- Guest star: Melanie Craig (Mary), Mark Tapscott (cercatore), Manuel Padilla Jr. (Running Fox), Michael Ansara (Curley), Ira Angustain (Johnny Crow), Gloria Chavez (Running Nose), George Ostos (Dull Knife), Pippa Scott (Rebecca Brown)

## The Buscaderos
- Diretto da: Allen Reisner
- Soggetto di: Jim Byrnes

### Trama
- Guest star: David McLean (sceriffo), Warren Oates (Drago), Allen Jaffe (Capricorn), Dean Harens (Stanley), Rex Holman (Chapel), Brenda Scott (Violet), Joseph V. Perry (Wolfson)

## To Dream of Falcons
- Diretto da: Don Richardson
- Scritto da: Carey Wilber

### Trama
- Guest star: Del Monroe (cowboy), Don Wilbanks (cowboy), Harold Gould (Otto Mueller), Richard X. Slattery (Buck Fanning), Rick Corey (ragazzo), Frank Christi (guardia del corpo), John Beck (Chad Lancer)

## Goodbye, Lizzie
- Diretto da: Allen Reisner
- Scritto da: Kathleen Hite

### Trama
- Guest star: Bill Vint (Mossy), Annette Molen (Jenny), Nan Martin (Lizzie Cramer), Victor Campos (Julio), Charlie Briggs (Ted), James Best (Clay)

## The Rivals
- Diretto da: Christian Nyby
- Scritto da: Thomas Thompson

### Trama
- Guest star: James Seay (avvocato), Kirk Nyby (Stranger), Hal Smith (banditore), Jorge Moreno (Jake Mendoza), Rory Calhoun (Buck Addison), Mary Fickett (Aggie), Mort Mills (Kling)

## Lifeline
- Diretto da: Robert Butler
- Scritto da: Sam Roeca

### Trama
- Guest star: Arthur Bernard (Holtz), Jim Burk (Lew), Peter Palmer (Charlie), Stewart Bradley (veterinaro), Barbara Luna (Anna), Don Knight (McGovern), Eldon Burke (mandriano), Walter Wyatt (mandriano), Vince Deadrick, Sr. (mandriano)